# فرودگاه اوادا
 فرودگاه اوادا (به انگلیسی: Ouadda Airport) یک فرودگاه همگانی با کد یاتا ODA است که یک باند فرود خاک رس دارد و طول باند آن ۱۴۹۴ متر است. این فرودگاه در کشور جمهوری آفریقای مرکزی قرار دارد و در ارتفاع ۷۵۰ متری از سطح دریا واقع شده است.